# Гексопреналін
Гексопреналін (англ. Hexoprenaline, лат. Hexoprenalinum) — синтетичний препарат, що по хімічній структурі має бісиметричну структуру молекули, що складається із двох катехоламінових груп, та застосовується як інгаляційно, так і перорально та парентерально. Згідно з класифікацією ATC, гексопреналін належить до групи селективних бета-2-адреностимуляторів (згідно з частиною джерел, гексапреналін належить до неселективних β2-адреностимуляторів) Гексапреналін розроблений компанією «Nycomed» у 80-х роках ХХ століття та розповсюджується під торговельною маркою «Гініпрал».

## Фармакологічні властивості
Гексопреналін — синтетичний препарат, що є по хімічній структурі бісиметричною сполукою та належить до групи селективних бета-2-адреностимуляторів. Механізм дії препарату полягає у стимуляції β2-адренорецепторів, які знаходяться у гладкій мускулатурі бронхів та міометрію шляхом активації внутрішньоклітинної аденілатциклази, яка утворює комплекс із G-протеїном, під впливом якого підвищується утворення циклічного АМФ та стимуляція протеїнкінази типу А, що призводить до розслаблення гладкої мускулатури внутрішніх органів. Особливістю гексопреналіну є більша тривалість дії, особливо в порівнянні з орципреналіном, що пов'язано із структурою препарату — наявністю двох катехоламінових груп (гексопреналін втрачає ефективність лише при метилюванні ферментом катехол-О-метилтрансферазою обох катехоламінових груп) та високою здатністю гексопреналіну до адгезії на поверхні клітин. Гексопреналін має виражену бронхолітичну дію, яка спостерігається як при інгаляційному, так і при інших шляхах застосування препарату. Під впливом гексапреналіну зменшується виділення медіаторів запалення із опасистих клітин (у тому числі виділення гістаміну та лейкотрієнів), зменшується проникність капілярів (що сприяє попередженню розвитку набряку слизової оболонки бронхів) та модуляція вироблення слизу бронхіальними залозами, що призводить до оптимізації мукоциліарного кліренсу. Гексопреналін практично не діє на адренорецептори міокарду та інших внутрішніх органів, а також на кровотік вагітних та плоду. Гексопреналін має виражені токолітичні властивості, знижує частоту скорочень матки, а також нормалізує частоту надмірно сильних або нерегулярних перейм під час пологів. Натепер препарат частіше застосовується в акушерській практиці.

### Фармакодинаміка
Гексопреналін добре всмоктується та розподіляється в організмі як після перорального, так і після парентерального застосування, біодоступність препарату складає 100% при парентеральному введенні. Після перорального прийому препарат добре всмоктується у шлунково-кишковому тракті. Метаболізується препарат у печінці. Виводиться гексопреналін із організму переважно із сечею, як у незміненій формі, так і у вигляді метаболітів, частково виводиться із жовчю. При інгаляційному застосуванні препарат також виводиться з організму переважно із сечею. Як при пероральному, так і парентеральному застосуванні, у перші 4 години після застосування гексопреналіну 80% препарату виводиться з організму або у незміненому вигляді, або у вигляді монометаболіту, пізніше збільшується кількість виведеного диметаболіту та інших похідних препарату.

## Показання до застосування
Гексопреналін натепер переважно застосовується в акушерській практиці — як для гальмування перейм у пологах (при гострій внутрішньоматковій асфіксії плоду, для іммобілізації матки перед кесаревим розтином, перед поворотом плода з поперечного положення, при пролапсі пуповини, при ускладненій пологовій діяльності), так і для гальмування передчасних пологів та для профілактики передчасних пологів. Гексапреналін може також застосовуватися при бронхіальній астмі та хронічному обструктивному захворюванні легень із бронхоспазмом (у тому числі інгаляційно).

## Побічна дія
При застосуванні гексапреналіну побічні ефекти спостерігаються нечасто. При застосуванні препарату можливі наступні побічні ефекти:
- Алергічні реакції — дуже рідко (менше 0,01%) анафілактичний шок, колапс.
- З боку травної системи — нечасто (0,1—1%) нудота, блювання, зниження моторики кишечника; рідко кишкова непрохідність.
- З боку нервової системи — нечасто головний біль, загальна слабість, головокружіння, тривожність, тремор пальців.
- З боку дихальної системи — дуже рідко (менше 0,01%) бронхоспазм, затруднення дихання.
- З боку серцево-судинної системи — дуже рідко (менше 0,01%) тахікардія у вагітної, екстрасистолія), артеріальна гіпотензія, біль у грудній клітці.
- Зміни в лабораторних аналізах — нечасто гіперглікемія, гіпокаліємія, гіпокальціємія. підвищення активності амінотрансфераз.

## Протипокази
Гексопреналін протипоказаний при підвищеній чутливості до препарату, міокардиті, артеріальній гіпертензії, тиреотоксикозі, при тахіаритміях, вадах серця, глаукомі, важких захворюваннях печінки та нирок, у І триместрі вагітності, у період годування грудьми, при маткових кровотечах, внутрішньоматкових інфекціях та передляганні плаценти. Препарат не застосовується разом із бета-блокаторами, а також разом із іншими адреноміметиками.

## Форми випуску
Гексопреналін випускається у вигляді дозованого аерозолю в балонах по 15 мл на 400 доз; таблеток по 0,0005 г; ампул по 2 мл 0,00025% розчину та по 2 і 5 мл 0,0005% розчину та концентрату для приготування розчину для внутрішньовенних інфузій по 5 мл.